# هایدودوروگ
هایدودوروگ (به مجاری:  Hajdúdorog) یک منطقهٔ مسکونی در مجارستان است که در ناحیه هایدوبوسورمنی واقع شده‌است. هایدودوروگ ۱۰۰٫۶۵ کیلومتر مربع مساحت و ۸٬۸۸۸ نفر جمعیت دارد.

## خواهرخوانده
شهرهای شته (رومانی) و میرکورا نیرژولو خواهرخوانده‌های هایدودوروگ هستند.